# ماكس إل. باول
ماكس إل. باول (بالإنجليزية: Max L. Powell)‏ هو محامي وسياسي أمريكي، ولد في 26 أبريل 1869، وتوفي في 2 مارس 1941 في برلينغتون في الولايات المتحدة. حزبياً، نشط في الحزب الجمهوري.